# Odynerus o'neili
Odynerus o'neili är en stekelart som beskrevs av Cameron. Odynerus o'neili ingår i släktet lergetingar, och familjen Eumenidae. Inga underarter finns listade i Catalogue of Life.